# Periclimenes venustus
Periclimenes venustus är en kräftdjursart som beskrevs av Bruce 1990. Periclimenes venustus ingår i släktet Periclimenes och familjen Palaemonidae. Inga underarter finns listade i Catalogue of Life.